# Makt
En "makt" kan även syfta på en suverän stat.
Makt är ett begrepp inom sociologi, teologi, organisationsteori och filosofi, som beskriver förmågan att driva igenom sin vilja och påverka andras handlingar eller beslut. Makt baseras på tillgången till olika maktresurser, såsom ekonomiska, politiska, eller sociala resurser, och kan utövas med eller utan motstånd från andra aktörer. Makt kan utövas direkt genom konkreta handlingar, eller indirekt när påverkan sker genom exempelvis lagar, normer eller strukturer.

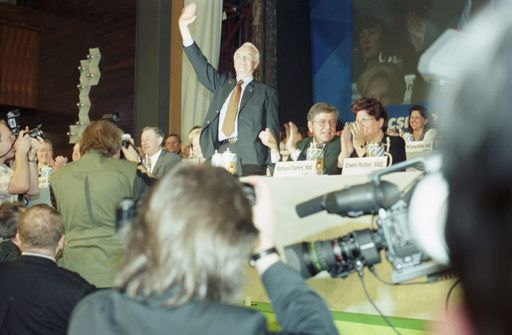
Det finns känslomässiga störningar som påverkar dem som utövar makt i någon av dess former, bland vilka hybris syndrom, storhetskänsla, hamartia eller narcissism sticker ut.

Maktbegreppet är värdeladdat eftersom det berör frivillighet respektive tvång i människors handlande. Inom nationalekonomin utgår man huvudsakligen från att mänskligt handlande bygger på fri vilja medan man inom sociologi och statsvetenskap ägnat maktbegreppet stort intresse.

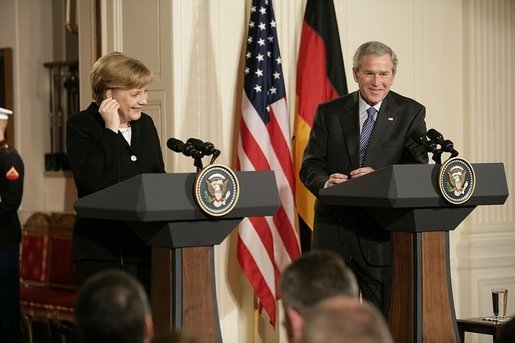
Angela Merkel och George W. Bush, två personer som hade verkställande makt som regeringschefer i sina länder.

I politisk ideologi utgår liberalism från individens fria vilja, medan socialismens och feminismens idéer präglats av maktordningar mellan olika grupper. Maktutövning och ojämlik tillgång till maktresurser kan förenklat ses som en motsats till frihet, men maktutövning och maktresurser kan i andra sammanhang vara nödvändiga för att kunna uppnå eller skydda frihet. 
Pengar, eller närmare bestämt ekonomiska resurser, anses ofta ge makt, men även om pengar kan ge makt så betyder tillgång till pengar inte automatiskt att man har makt. Relaterat begrepp är våld och tvång, som innebär genomdrivande av sin vilja mot någon annans vilja – med fysisk handling respektive psykiskt/logiskt frihetsberövande.

## Två perspektiv

### Makt över någon eller något
Det finns två huvudsakliga infallsvinklar, där den första handlar om "makt över".
Alltså en relation mellan två personer, varelser eller grupper A och B där A har förmågan att åstadkomma någonting som inte står i B:s intresse, i det tydligaste fallet genom att få B att handla på ett sätt som inte står i personens intresse. 
Makt i meningen "makt över" är ett relativt begrepp, som förutsätter minst två parter: en part A som genomför en handling eller begär något, och en annan part B vars intressen står i konflikt med handlingen, eller som utför handlingen.
En annan förutsättning för att A skall ha makt är att B står i någon slags beroendeställning till A.
Denna beroendeställning kan vara ekonomisk, social eller baserad på våld eller tvång. 
Makt i den senare betydelsen är inte en interpersonell relation, utan handlar om individens förmåga eller kapacitet att realisera sina önskningar och strävanden trots motstånd, utan att det måste föreligga en intressekonflikt. I den här meningen kan man tala om att t.ex. en skicklig kock har makt över sina redskap och sina råvaror, eller att en individ i ett jämställt samhälle har makt att forma sitt eget liv oavsett t.ex. kön eller sexuell läggning.
Makt beskrivs ovan som något som används av part A för att få part B att handla mot sitt eget intresse. Att få någon att handla mot deras eget intresse kan betecknas som ondskefullt, elakt och/eller omoraliskt. Makt kan dock även användas för goda eller moraliskt rätta syften, för att uppnå något som ligger i part Bs intresse. Sådan makt kan till exempel utövas när part B är inkapabel att handla för sitt eget bästa. Det kan till exempel röra sig om att part Bs handlande påverkas av någon form av missbruk, eller att part B saknar information som är väsentlig för att kunna avgöra sitt eget bästa. 

### Makt som förmåga genom inflytande över ett skeende
Den andra tolkningen tar sikte på makt som "förmåga till". Detta är makt i form av inflytande över ett skeende.
Alltså den egenskap som gör att en person, varelse eller grupp kan uppnå det han eller hon strävar efter. 

### Användning i denna artikel
Den här artikeln använder sig i huvudsak av makt i den förra meningen, alltså som "makt över".

## Maktbegreppet
Maktbegreppet är i hög grad ett relationsbegrepp: Om A står i ett visst förhållande till B, kan man beskriva det som att A har makt över B. A och B kan vara individer, grupper, system m.m. För att A skall kunna utöva makt över B, måste det finnas förutsättningar för ett sådant maktutövande. Villkoren för maktutövning går att beskriva på följande vis:
1. A förmår B att handla enligt A:s vilja, oavsett B:s egen vilja.[1]
2. A förmår B att handla på ett för B icke önskvärt sätt.
3. A förmår B att handla som B gör genom hot om sanktion.
4. A förmår B att handla på ett sätt som strider mot B:s egentliga intressen.
5. B gör vad A vill att B skall göra.
6. A strävar medvetet att ändra B:s beteende.

### Resurser och maktutövning
Exempel är vålds- och tvångsmedel, arbetskraft, rösträtt, kontroll över ekonomiska resurser som pengar och produktionsmedel samt symboliska belöningar och bestraffningar såsom beröm och klander. Viktiga egenskaper hos maktresurser är bl.a. mångsidighet (vilka olika typer av handlingar hos B kan A påverka?), omfång (hur många andra kan A påverka?), koncentrerbarhet och kostnader.
Om man skall kunna utöva makt måste man ha resurser att utöva den med, det vill säga tillgångar vars innehav möjliggör ett reellt inflytande och tillgångar som kan användas till belöning eller straff som del av maktutövandet. Maktresursernas karaktär kan skifta högst betydligt beroende på var eller på vilken nivå i samhället man befinner sig. Exempel på maktresurser kan vara:
1. Retorisk förmåga.
2. Kunskap (okunnighet är vanmakt).
3. Prestige och status.
4. "Närhet till makthavarens öron".
5. Kontroll av produktionsmedel.
6. Kontroll över opinionsbildning.

En viktig egenskap hos en effektiv maktresurs är dess mångsidighet, det vill säga spridningen av olika handlingar som kan påverkas med hjälp av resursen.
Maktutövning är kostsam. Ju mindre maktresurser en makthavare behöver använda, desto billigare blir det för honom. Det gäller därför att finna metoder som kostar så lite som möjligt för den som innehar makten. De vanligaste metoderna för maktutövning kan listas upp enligt följande:[källa behövs]
1. A har fysisk kontroll över B:s kropp.
2. A har kontroll över de vinster och kostnader B kan få.
3. A kontrollerar den information som B får.
4. B låter sig påverkas av en positiv inställning till A. (Se karisma.)

Det råa våldet kostar mycket, likaså att ha en ständig kontroll över människors kroppar (till exempel slaveriet). Därför har 2), 3) och 4) fått en ökad betydelse.[källa behövs]

### Intersektionalitet
Intersektionalitet är ett intellektuellt ramverk för att förstå hur olika sociala identiteter, såsom kön, könsidentitet, etnisk tillhörighet och rasifiering,  trosuppfattning, funktionalitet, sexuell läggning, ålder, klass, migrationsstatus, nationalitet och hälsa, samverkar till att skapa en komplex position av under- eller överordning. Detta formar individens plats i olika maktordningar och leder till att personen kan uppleva både förtryck och privilegier, beroende på vilka identiteter som samverkar i olika sammanhang. Till exempel lyfts hur rasism, sexism och heteronormativitet kan samverka och förstärka varandra. Målet för intersektionell analys är att uppmärksamma och motverka ojämlikheter i samhället genom att lyfta fram komplexiteten i individers livssituationer och belysa hur människor kan utsättas för flera former av diskriminering och förtryck samtidigt. Intersektionalitet strävar efter att främja jämlikhet genom att ifrågasätta maktstrukturer och ojämlika förhållanden som upprätthåller diskriminering och förtryck. Begreppet har sitt ursprung inom den antirasistiska och svarta feminismen i USA.
När begreppet intersektionalitet etablerades i svensk skrift 2002, var de tre viktigaste dimensionerna för begreppet de om ras, kön och klass.

### Teorier om makt och maktresurser och deras fördelning på arbetsmarknaden
Den svenske sociologen Walter Korpi utvecklade tillsammans med Gösta Esping-Andersen den så kallade maktresursteorin. Enligt denna teori kan olikheter i fördelning av inkomster och ekonomiska tillgångar mellan invånarna i västerländska välfärdsstater till stor del förklaras av maktfördelningen mellan samhällsklasserna. Arbetarklassens makt vilar på fackföreningars och vänsterpartiers styrka, vilka eftersträvar en rättvis och jämlik inkomstfördelning. Kapitalägarnas makt baseras på kontroll över produktionsmedel och förmögenheter (aktier mm). Närmare bestämt har ägare av företag i egenskap av arbetsgivare rätten att leda och fördela arbetet samt att anställa och avskeda arbetstagare. Den rätten kan begränsas genom kollektivavtal (fack och arbetsgivare gör upp om en så kallad avtalsturlista) eller genom lagstiftning om anställningsskydd och diskriminering.   
Sociologen Anders Kjellberg skiljer på facklig makt och facklig styrka. Makten har att göra med förmågan att hävda sig i relation till andra aktörer. Här ingår också att bli erkänd som förhandlingspart av arbetsgivarna och att grundläggande fackliga rättigheter (föreningsrätt, strejkrätt, mm) inte kränks. Den fackliga styrkan grundas på ett antal maktresurser som fackföreningar förfogar över. Kjellberg behandlar elva dimensioner av facklig styrka, bland annat organisatorisk styrka (facklig organisationsgrad, arbetsplatsfackets styrka), ekonomiska och materiella resurser, grad av kollektiv identitet och social rörelse, mobiliseringsförmåga och konfliktkapacitet, grad av strategisk position i produktionen, marknadsrelaterad förhandlingsstyrka och politiskt inflytande.

## Historik
Att studera makt är en väldigt gammal företeelse. Man vet att så länge som det funnits skriftliga källor har vi analyserat maktens innersta väsen. För västerländskt vidkommande härstammar de mer systematiska studierna om maktens anatomi från den grekiska filosofin. Man kan här nämna Platons Staten, Aristoteles Politiken och den grekiske historieskrivaren Thukydides' Peloponnesiska krigets historia, som exempel på arbeten där makten behandlas både teoretiskt och empiriskt.
De som studerar makt utgår, i grova drag, från två olika metodologiska förutsättningar. Den första kan betecknas som normativ, i det att den i huvudsak fäster uppmärksamhet på frågor som; Vem bör styra och vem bör lyda och varför? Klassiska representanter för denna inriktning är Platon, företrädarna för den på 1600-talet framväxande politiska individualismen Thomas Hobbes och John Locke och den franske filosofen Rousseau. Den andra inriktningen betecknar vi som empirisk. Den vill i första hand ha svar på frågor som; Hur är makten fördelad och hur utövas den? Representanter är Thukydides, Foucault, Machiavelli, Marx och Weber.

## Typer av makt

### Betvingande makt
En form av makt bygger på våld (coercive power) vilket förutsätter att B bestraffas med terror om inte A:s makt iakttages. Ett sådant förhållande kan uppkomma genom att A är fysiskt stark, har starka band med ett stödjande kollektiv, är verbalt slagfärdig, kan utesluta B från en önskad position, med mera. Motsatsen till detta slags makt är belöningsmakt (reward power) där A kan ge B förmåner, en position, pengar eller annat erforderligt.
Betvingande makt är vanligt förekommande i naturen. Våld används naturligt för att upprätthålla och försvara revir och för att eliminera konkurrens om parning. Detta bidrar till så kallat naturligt urval och kan ses som naturens motsvarighet till den starkes makt.

### Formell makt
I formella sammanhang är legitimitetsmakt (legitimate power) den gängse, vilket innebär att A har en strukturell position som medger möjlighet att kräva av B att iakttaga makten. Positionen kan vara en chefsbefattning, och andra auktoritetsroller. Informell makt är motsatsen till formell, det kan exempelvis vara vad storebror får göra mot lillebror. Lagar som styr vad polisen får göra är formell makt.

### Expertmakt
En annan form av makt är expertmakt (expert power) vilket innebär att A har en expertis eller förmåga som B finner erforderlig. Denna makt har till exempel läkare som ger råd till patienter, eller ekonomer i företag.

### Referentiell makt
En sista grupp kallas referentiell makt (referent power), eller karismatisk makt, som innebär att A har vissa personliga egenskaper som B beundrar och vill identifiera sig med.

## Relationen mellan A och B
Beroendet B känner för A förutsätter att vad A har att erbjuda är viktigt för B, att A kan skrämma B, eller att A är oersättlig.
Generellt kan sägas att ju mer sanktioner A utfärdar mot B, desto mindre populär är A. Ju mer A presenterar beslut för B genom att förklara och resonera, desto högre är populariteten. Likaså om A har auktoritet bland sina överordnade, minskar dennes popularitet bland dem. Andra taktiker för att uppnå makt är att upprätta goda relationer, hämta stöd från andra i organisationen, eller förhandla.
Makt kan innehas individuellt eller i grupp. Det senare kallas koalition om den är temporär eller informell.
Makt definieras av sociologen C. Wright Mills främst med utgångspunkt från dess potentiella makt och inte från dess faktiska maktutövning. Även om maktinnehavare underlåter att handla, utövar han alltså makt. En sådan form av "obeslutsamhet" kan till och med få större konsekvenser för allmänheten, genom att händelser får ha sin gång. Sådan makt kan beskrivas som förmågan att skapa historia, d.v.s. en individs eller grupps förmåga att påverka en stor grupp av människor och deras verksamhet och leverne på ett avgörande sätt.
Enligt Michel Foucaults relationella maktbegrepp är makt någonting som uppstår i interaktionen mellan människor. Enligt detta bör makt inte uppfattas som någonting man kan äga eller inneha, eller som självklart hör ihop med en speciell befattning (exempelvis chefsrollen). Makt är istället någonting dynamiskt som skapas mellan människor i deras interaktion med varandra och som alltid kan förändras och omformas. Vad som dock existerar är maktkoncentration och mer eller mindre asymmetriska maktrelationer. Att makt koncentreras till en viss person/grupp eller att maktrelationen blir asymmetrisk till en individs fördel beror bland annat på vilka komponenter (resurser) som är viktiga i det givna sammanhanget samt parternas förväntningar på relationen.
Med förväntningar menas vilka föreställningar som individerna har om hur relationen kommer att gestalta sig. Om båda parter förväntar sig att den ena ska inneha maktövertaget kommer så också bli fallet.
Förväntningarna styrs i stor utsträckning av maktrelationens andra komponent, resurserna, som t.ex. kan bestå av kunskap, pengar, vältalighet, ansvar, befogenheter. Exempelvis medför ett stort ansvarstagande ofta att den personen tillåts bestämma över det område som ansvaret gäller, och således blir ansvaret över området en resurs i maktrelationen till andra. Inte heller resurserna är någonting som är konstant eller som i sig själva innehåller makt; en viss resurs som innebär maktasymmetrisk fördel i en viss situation kan i en annan situation vara värdelös eller till och med till nackdel.

## Makt enligt Foucault
Foucaults maktanalyser kommer i två former: empiriska och teoretiska. De empiriska berör historiska (och moderna) maktformer och hur dessa uppstått från tidigare maktformer. Foucault beskriver i sina empiriska analyser tre maktformer:
- Suverän makt. Makt som innehas av t.ex. en monark, där maktstrutkuren liknar en pyramid. Maktinnehavaren är på toppen av pyramiden och det "vanliga" (och förtryckta) folket är i botten av pyramiden. I pyramidens mittenskikt är de som verkställer maktinnehavarens order. Foucault menar att "makt" typiskt sett förknippas med denna typ av makt, men att det är ett misstag att tro att all makt opererar på samma sätt som suverän makt gör.[15]
- Disciplinär makt. Makt som enligt Foucault syftar till att nyttja människors färdigheter på ett så effektivt sätt som möjligt,[16] samt se till att människors förmågor inte används för att göra revolt mot makten.[16] Den disciplinära makten förtrycker inte intressen och begär, utan utsätter kroppar för rekonstruerade beteendemönster i syfte att "omforma" dem så att deras beteenden/begär/tankar formas enligt gällande normer. Detta sker bland annat i fabriker, skolor, sjukhus och fängelsen.[17]
- Biomakt. Med "biomakt" syftar Foucault till makt över populationer - makt över bios (liv). Biomakten vilar huvudsakligen på normer som internaliseras av människor, snarare än externa maktfigurer.[18] Biomakt studerar populationen avseende exempelvis antalet födslar, livslängd, folkhälsa, boende, migration, brott, vilka befolkningsgrupper som är överrepresenterade i normavvikelser (brott/kort livslängd/ohälsa/etc.) och försöker att korrigera dessa normavvikelser.[18]

Foucaults teori om makt (i kontrast till hans empiriska analyser/beskrivningar av makt) börjar på mikronivå, med enskilda "kraftrelationer". Richard A. Lynch definierar "kraftrelation" som "det som i sociala interaktioner trycker, uppmanar eller tvingar". Enligt Foucault är kraftrelation en effekt av de olikheter och ojämlikheter som finns i andra typer av relationer (såsom sexuella, kunskapsmässiga eller ekonomiska relationer). Vidare menar Foucault att makt inte är något externt, eller något som "innehas" av någon viss person. Makt är istället en komplex samling krafter som produceras i varje ögonblick. Makt finns därmed enligt Foucault överallt, eftersom den uppstår från allt. Att kraftrelationer är ett resultat av ojämlikheter och obalans betyder för Foucault att kraftrelationer/makt alltid har mål och syften. Enligt Foucault är kraftrelationer i konstant förändrig och interagerar konstant med andra kraftrelationer som antingen kan försvaga, förstärka eller förändra kraftrelationerna. Foucault menar även att makt alltid innefattar en dimension av motstånd, och eftersom det alltid finns ett motstånd finns det alltid en möjlighet till att förändra kraft-/maktrelationer. Lynch menar att syftet med Foucaults maktteori är att ge människor en metod till att öka sin självmedvetenhet och öka sin frihet. Detta genom att bli medveten om hur makt formar vårat sätt att vara och tänka på, och hur makten samt vårt sätt att vara på alltid är föränderligt.